# Chitradurga

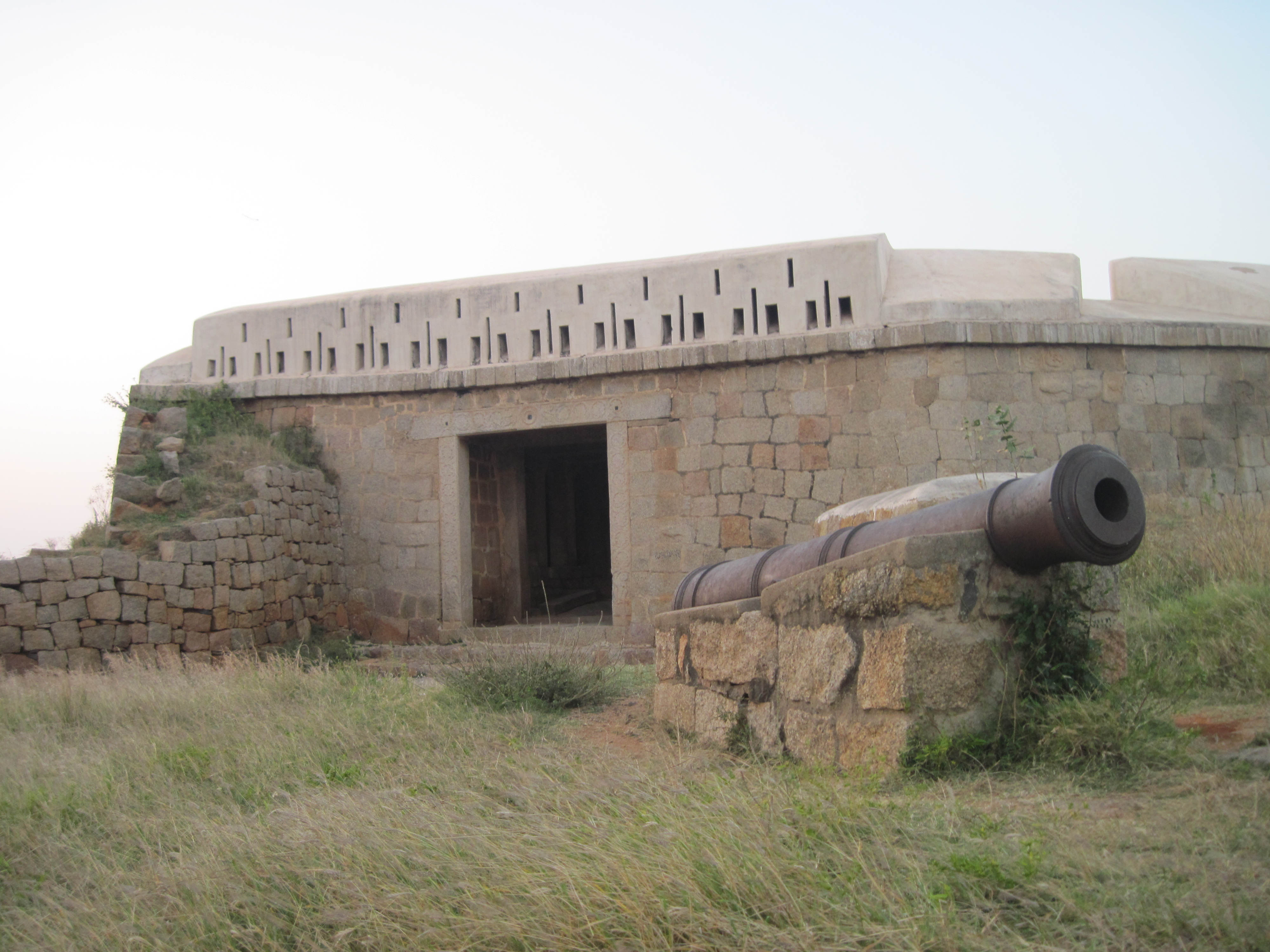
Fängelsebyggnad vid fortet i Chitradurga.

Chitradurga är en stad i den indiska delstaten Karnataka och är centralort i ett distrikt med samma namn. Folkmängden uppgick till 140 206 invånare vid folkräkningen 2011, med förorter 145 853 invånare.